# Toshihiro Uchida
Toshihiro Uchida (Nagasaki, 12 augustus 1972) is een voormalig Japans voetballer.

## Carrière
Toshihiro Uchida speelde tussen 1995 en 2000 voor Nagoya Grampus Eight en Cerezo Osaka.